# Kroger

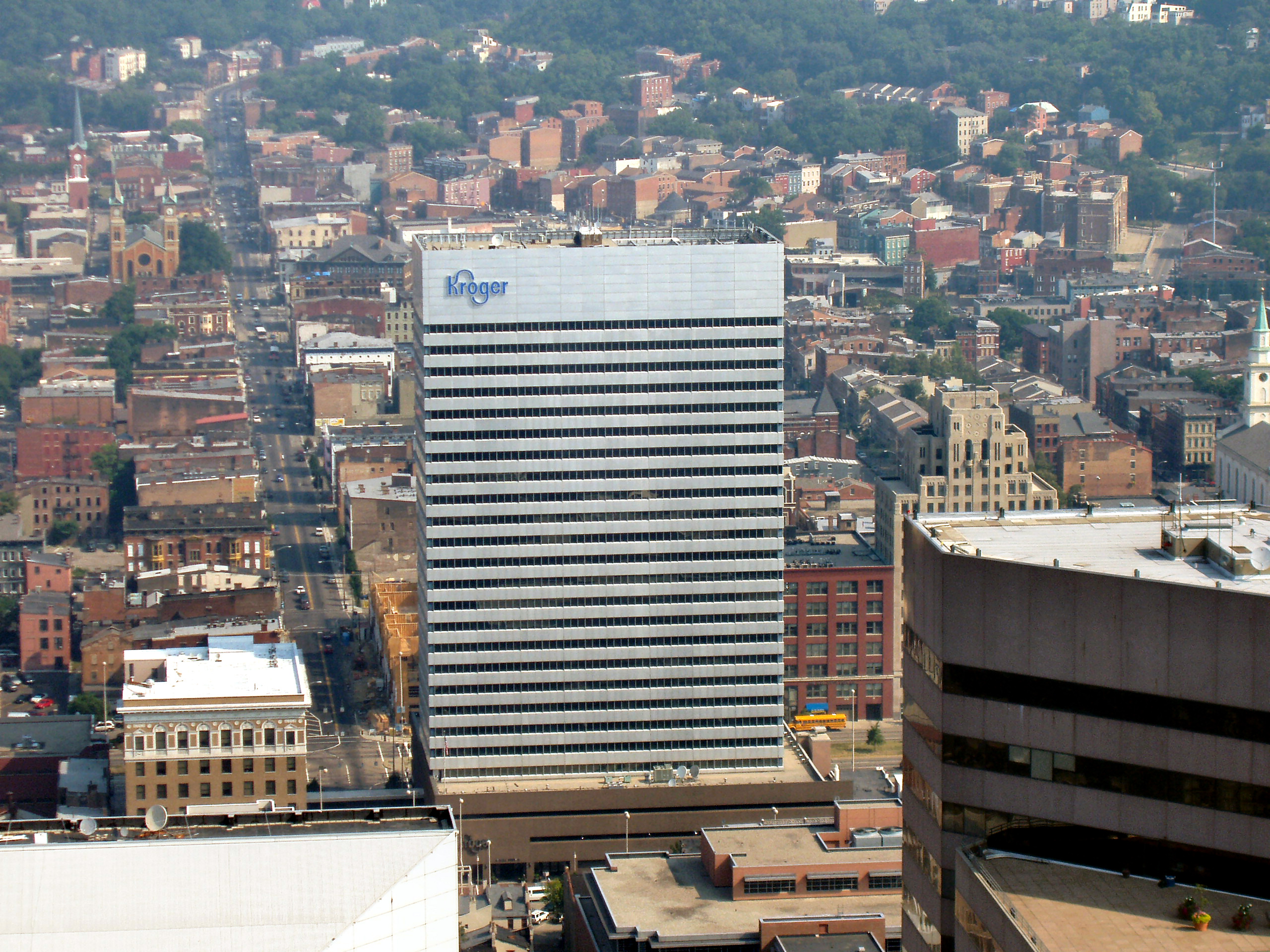
La sede Kroger a Cincinnati

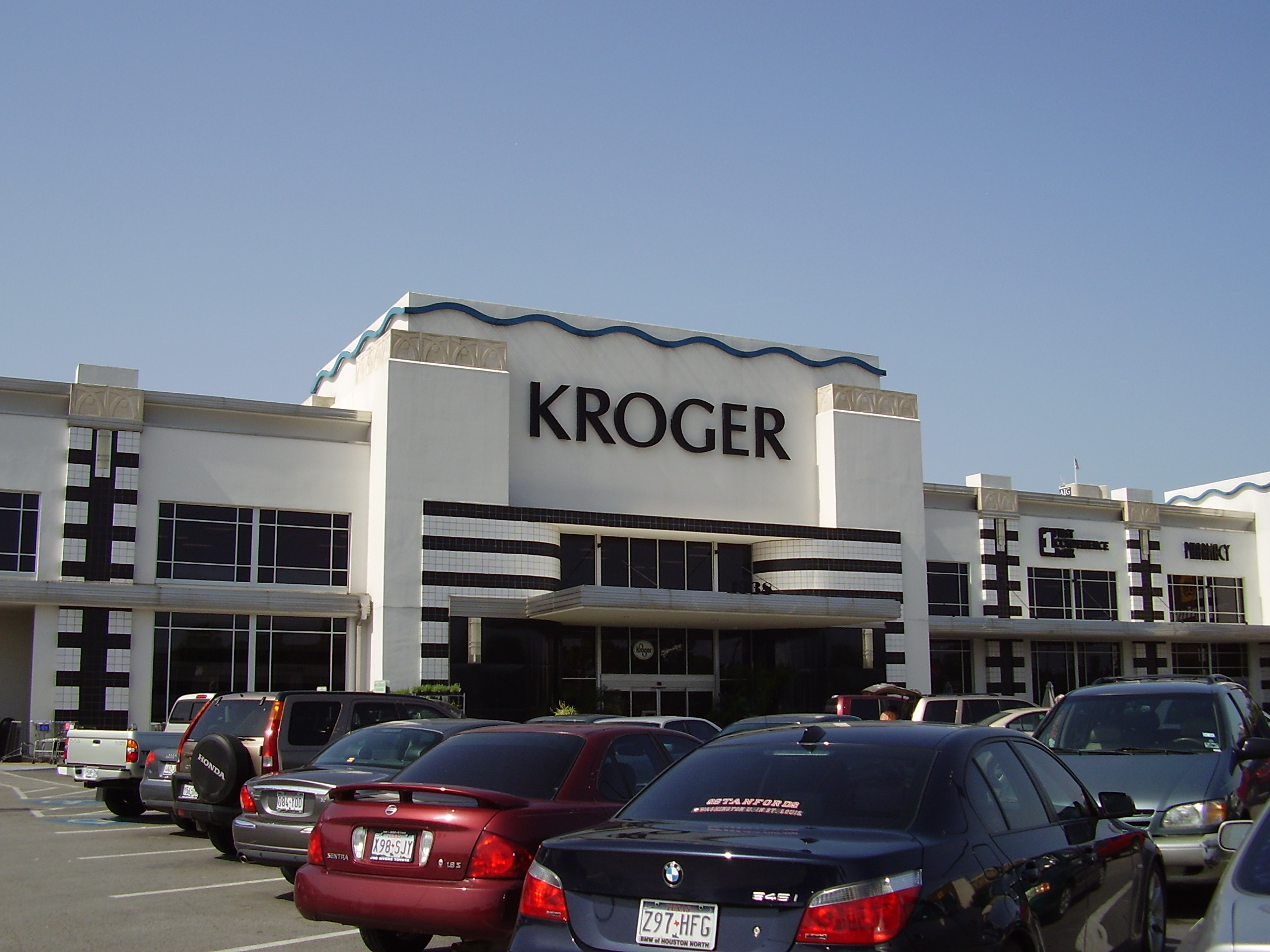
Kroger a Houston

Kroger Co., o semplicemente Kroger, è una catena di negozi al dettaglio fondata da Bernard Kroger nel 1883 a Cincinnati, nell'Ohio. È la più grande catena di supermercati degli Stati Uniti per fatturato (115,34 miliardi di dollari nell'anno fiscale 2016), il secondo più grande rivenditore generale (dietro Walmart)) ed è classificata al 17º posto nella classifica Fortune 500 delle maggiori società statunitensi per fatturato totale.
Dal marzo 2019 Kroger gestisce, direttamente o tramite le sue filiali, 2.764 supermercati e negozi multimodali. Mantiene mercati in 35 stati e nel Distretto di Columbia, con formati di negozi che comprendono ipermercati, supermercati, grandi magazzini e 253 negozi di gioielli (782 negozi sono stati venduti a EG Group nel 2018). I negozi di generi alimentari a marchio Kroger si trovano nel Midwest e nel sud degli Stati Uniti. Kroger gestisce 38 stabilimenti di produzione alimentare o manifatturiera, 1.537 centri di carburante per supermercati, 2.270 farmacie e 232 cliniche mediche con il nome The Little Clinic.

## Storia
Nel luglio 2013 Kroger annuncia l'acquisizione di Harris Teeter, una grande società di distribuzione negli Stati Uniti sudorientali, per 2,5 miliardi di dollari..
Nel luglio 2014 rileva Vitacost.com, un distributore online di prodotti paramedici, per 280 milioni di dollari..
Nel novembre 2015 acquisisce per 800 milioni di dollari Roundy, una catena di supermercati nel Midwest degli Stati Uniti, con 150 negozi e 100 farmacie..
Nel febbraio 2018 Kroger annuncia la vendita della sua attività di minimarket al fondo di investimento del Gruppo EG per 2,15 miliardi di dollari. Nell'agosto 2018 Kroger lancia la vendita online dei suoi prodotti "Simple Truth" sul mercato cinese attraverso Alibaba, uscendo per la prima volta dai confini americani.